# Nazionale maschile di cricket di Trinidad e Tobago
La squadra nazionale di cricket di Trinidad e Tobago rappresenta lo Stato insulare caraibico nelle competizioni ufficiali di cricket. Partecipa ai tornei regionali organizzati dalla Cricket West Indies con la denominazione di Trinidad and Tobago Red Force, agendo come una delle franchigie della Professional Cricket League. Questa lega comprende due principali competizioni: la Regional Four Day Competition, che si gioca nel formato di prima classe, e la Regional Super50, disputata con la formula limitata a 50 overs.
Trinidad e Tobago si è affermata come una delle squadre più competitive nella regione, avendo conquistato complessivamente 13 titoli regionali nel formato a un giorno, il numero più alto nella storia del cricket delle Indie Occidentali.

## Storia
La squadra di Trinidad ha iniziato a disputare incontri di cricket di prima classe a partire dal 1869, anno in cui affrontò la selezione di Demerara in due partite, ottenendo una vittoria e subendo una sconfitta. Successivamente, Trinidad partecipò al Torneo Intercoloniale, una competizione storica che coinvolgeva le rappresentative di Barbados, della Guyana Britannica (precedentemente nota come Demerara) e di Trinidad stessa. La squadra prese parte a tutte le 28 edizioni del torneo, disputate tra il 1891-92 e il 1938-39. Dalla fine degli anni 1880, l'isola di Tobago fu ufficialmente incorporata nella colonia della corona britannica di Trinidad, come una delle sue circoscrizioni amministrative.
A seguito dell'indipendenza nazionale ottenuta nel 1962, la squadra adottò la nuova denominazione di Trinidad e Tobago, in linea con il nome ufficiale del paese. Con l’avvio del torneo Shell Shield nella stagione 1965-66, la squadra prese parte alla competizione con il nuovo nome. Il primo titolo fu conquistato nella stagione 1969-70, alla quarta partecipazione, seguito da un secondo successo nella stagione successiva. Tuttavia, nelle successive 35 stagioni, Trinidad e Tobago riuscì ad aggiudicarsi solo altri tre titoli. In parallelo, i giocatori di cricket della nazione parteciparono alla Beaumont Cup, un torneo che godeva dello status di competizione di prima classe.
Nel formato a un giorno, Trinidad e Tobago ebbero un periodo di particolare successo tra la fine del XX e l’inizio del XXI secolo. La squadra vinse quattro titoli in otto stagioni tra il 1989-90 e il 1996-97, e altri quattro in sei stagioni tra il 2004-05 e il 2009-10. Ottenne inoltre due titoli consecutivi nelle stagioni 2014-15 e 2015-16, aggiungendone un ulteriore nella stagione 2020-21. Con un totale di 13 titoli regionali a un giorno (di cui uno condiviso e 12 vinti in maniera esclusiva), Trinidad e Tobago detiene il record per il maggior numero di vittorie nella storia di tale competizione.
La rappresentativa ha inoltre preso parte alla prima edizione della Champions League Twenty20, in cui si è classificata al secondo posto. A livello regionale, Trinidad e Tobago ha conquistato tre titoli nel Caribbean Twenty20.